# Tea with Mussolini
Tea with Mussolini är en brittisk-italiensk film från 1999 i regi av Franco Zeffirelli, med bland andra Cher, Maggie Smith och Judi Dench. Filmen hade världspremiär i Italien den 26 mars 1999 och svensk publikpremiär den 15 oktober 1999.
Maggie Smith tilldelades en Bafta som bästa kvinnliga skådespelare i en biroll. Filmen fick också pris för bästa kostym (italienska filmfackets pris) och för bästa frisyrer (Hollywoods smink och frisyr).
Filmen är till viss del självbiografisk, med utgångspunkt från regissören, och handlar om den unge pojken Lucas uppfostran av en krets med engelska och amerikanska kvinnor i Florens med omnejd, före och under andra världskriget.

## Handling
En grupp engelska överklassdamer, med kärleken till Italien och den italienska kulturen gemensamt, bor och lever i Florens 1935. De kallas Scorpioni och träffas varje eftermiddag för att dricka te. Den unge pojken Luca, vars mor nyligen dött och far visar honom föga intresse, tas omhand av faderns sekreterare Mary Wallace och hennes väninnor i Scorpioni. Utöver Mary består gruppen av bland andra den excentriska Arabella som vill bli konstnär och ledaren lady Hester Random. Tillsammans lär de Luca om livet, och framför allt konst. En rik ung amerikansk änka och konstsamlare, Elsa Morganthal, instiftar en fond för Luca eftersom hon tyckte om pojkens mor och fortfarande var skyldig henne pengar för kläder som hon sytt åt Elsa.

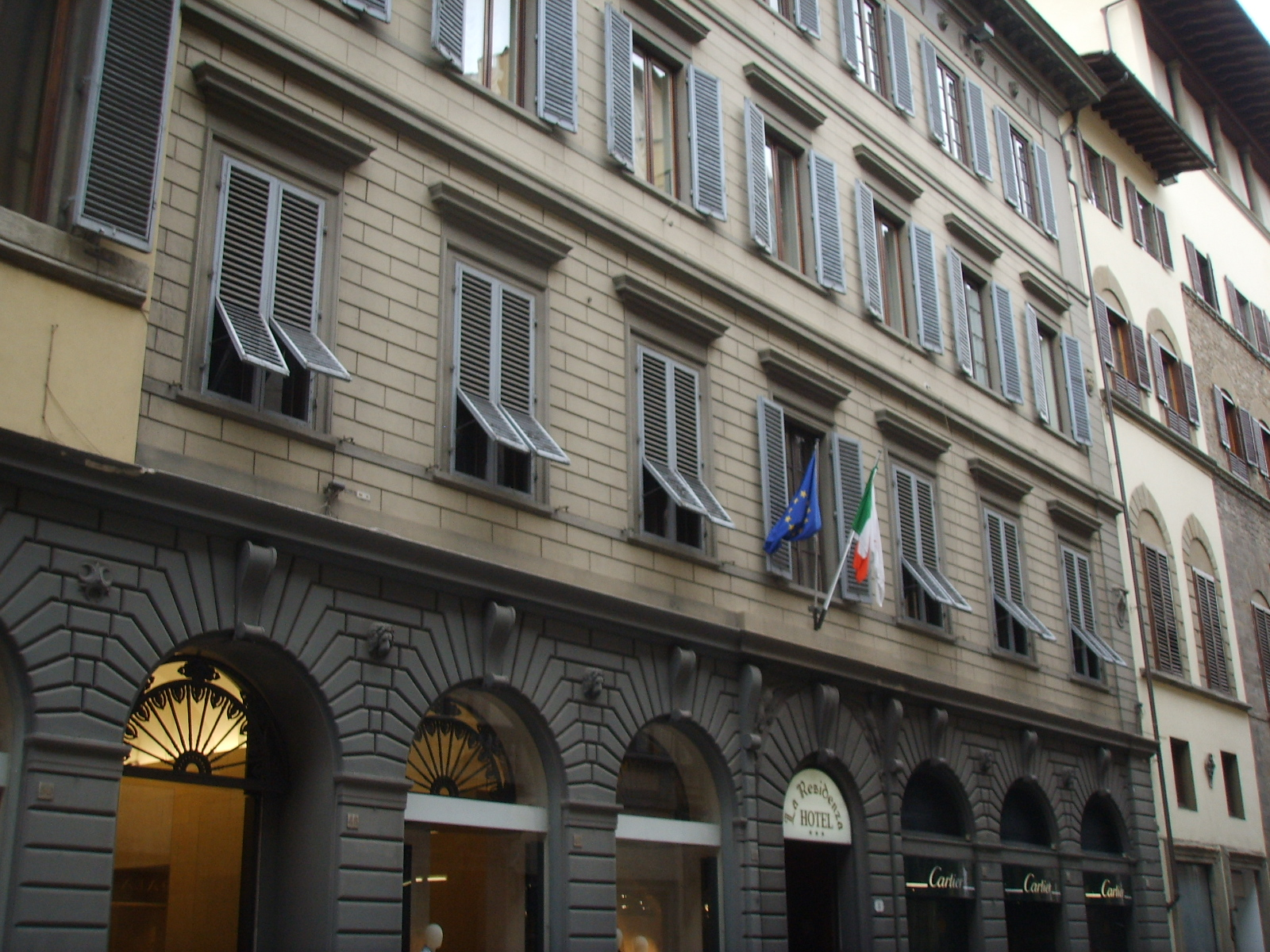
Exteriör av det tidigare kaféet Gran Caffé Doney i Florens, där Scorpioni träffades.

Läget för utlänningarna blir allt osäkrare, och när damerna en eftermiddag intar sitt te vandaliseras restaurangen av fascisterna. Lady Hester, som är änka efter Storbritanniens förre ambassadör i Italien och som beundrar diktatorn Benito Mussolini, bjuder in sig till honom. Hon får falska garantier från honom för damernas säkerhet, och stolt berättar hon för sina vänner om sitt te med Mussolini. Den politiska situationen förvärras dock ännu mer och Lucas far skickar honom till en österrikisk internatskola.
Fem år senare återvänder han till Florens för att studera konst. Många brittiska medborgare flyr landet eftersom de räknar med krig mellan Italien och Storbritannien, men Scorpionis är fortfarande kvar. Luca kommer dit när de grips och spärras in i den närliggande staden San Gimignano. Elsa som fortfarande är fri eftersom USA och Italien inte befinner sig i krig, ser med hjälp av Luca till att damerna flyttas från den ruffiga arresten till ett förstklassigt hotell. Lady Hester tror dock att det är Mussolini som utfärdat ordern.
Allteftersom kriget fortgår växer förtrycket mot judarna, och den judiska Elsa – som skyddats av sitt medborgarskap och sin rikedom – förser med Lucas hjälp några italienska judar med falska pass. Men Luca blir svartsjuk eftersom hon har en romans med advokaten Vittorio.
När USA går in i kriget interneras även Elsa och arkeologen Georgie tillsammans med de engelska kvinnorna. Vittorios plan var att förskingra Elsas konstsamling och pengar, men till slut överlämna henne till Gestapo genom att lura henne att fly till Schweiz. Luca känner till bedrägeriet, men på grund av sin svartsjuka berättar han inte om det för någon. Mary får höra om det från Elsas konsthandlare och får Luca på andra tankar. Han ger sina pengar till den italienska motståndsrörelsen för att rädda Elsa. Hon vägrar dock tro på sveket, och låter sig inte övertygas förrän lady Hester ångrat sitt förakt för Elsa och visar sin tacksamhet och hjälp efter att hon fått veta vad Elsa har gjort för dem i hemlighet. Elsa går med på en flyktplan. Innan hon reser berättar hon för Luca hur hon en gång hjälpte hans unga mamma att välja att gå igenom sin graviditet, vilket gör det möjligt för honom att vara där för henne.

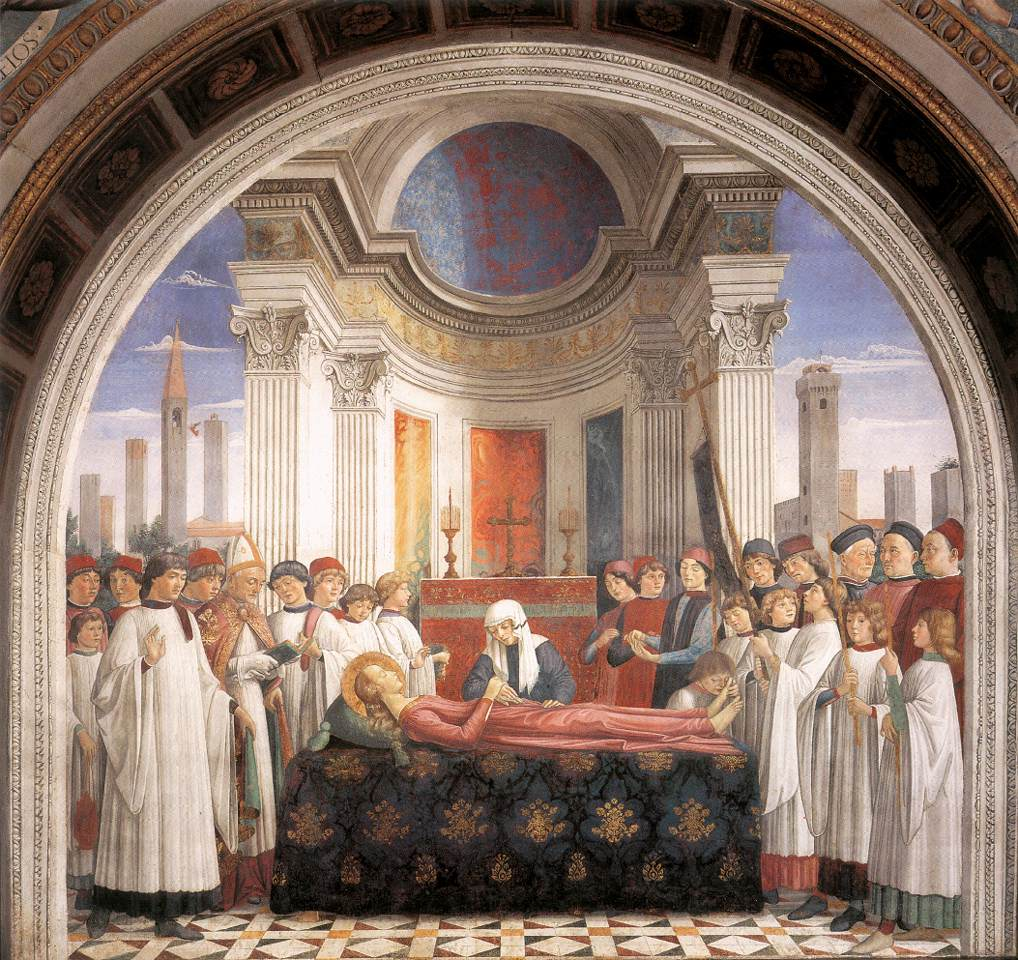
Kyrkan i San Gimignano: fresk av begravningen av Santa Fina, av Domenico Ghirlandaio.

Mot slutet av kriget försvarar Scorpioni gamla fresker från att förstöras av de tyska trupperna. De räddas när tyskarna får order att dra sig tillbaka och de allierade anländer med Luca som nu är den skotske befälhavarens italienska tolk. Majoren har order att evakuera Scorpioni, men lady Hester vägrar och Scorpioni beslutar att återuppta sitt tidigare liv i Italien. Mary gläds åt att se att Luca – i brittisk uniform – har blivit den ”engelske gentleman” som hans far en gång önskade att han skulle bli.
Sluttexterna beskriver de olika rollfigurernas öden och avslutar med anmärkningen att Luca blev konstnär och ”hjälpte till att göra den här filmen” – det vill säga, som författare och regissör.

## Rollista i urval
- Cher – Elsa Morganthal Strauss-Almerson
- Maggie Smith – Lady Hester Random
- Judi Dench – Arabella
- Lily Tomlin – Georgie Rockwell
- Joan Plowright – Mary Wallace
- Baird Wallace – Luca som tonåring
- Charlie Lucas – unge Luca
- Paul Chequer – Wilfred, lady Hesters sonson
- Paolo Seganti – Vittorio
- Mino Bellei – Cesare, Elsas konsthandlare
- Michael Williams – brittiske konsuln (Judi Denchs make, hans sista filmroll)
- Massimo Ghini – Paolo (Lucas far)
- Claudio Spadaro – Benito Mussolini

Lady Hester Random är baserad på en verklig person med hemvist i Florens och som Zeffirelli kände i sin barndom. Zeffirelli nämner henne och ett par andra damer Scorpioni i sin självbiografi. Han sade: ”Jag minns inte om hon hette Hester, men jag minns denna hemska, fantastiska kvinna. Hon var änkenåden i sällskapet. Jag minns de många upprörande saker hon gjorde eftersom hon hade råd att vara arrogant och diktatorisk … ”

## Utmärkelser
Filmen fick en mängd nomineringar och utmärkelser.

### Priser
- 2000 – BAFTA Awards – Bästa kvinnliga skådespelare i en biroll, Maggie Smith.
- 2000 – Hollywood Makeup artist och hårstylist Guild Awards – bästa period Hair Styling Feature, Vivian McAteer.
- 2000 – Italienska syndikat av filmjournalister – Bästa kostym (Migliori Costumi), Anna Anni, Alberto Spiazzi.

### Nomineringar
- 1999 – Golden Trailer Awards – Bästa drama.
- 2000 – BAFTA Awards – Bästa kostym; Jenny Beavan, Anna Anni, Alberto Spiazzi